# Гравець (роман)
«Гравець» (рос. Игрок) — роман російського письменника Федора Михайловича Достоєвського 1866 року.
Головний герой роману — молодий російський учитель Олексій, який обслуговує родину генерала. Закоханий у генеральську падчерку Поліну, Олексій готовий терпіти приниження з її боку. Він вважає, що тільки розбагатівши, отримає її повагу, і через це захоплюється азартними іграми.

## Історія створення
1863 року Федір Михайлович вирушив на відпочинок до Баден-Бадена, де за декілька днів, програв не тільки власні гроші, але й гроші своєї подруги А. П. Суслової. Щоб позбутися боргів, він уклав контракт із видавництвом на написання нового роману «Гравець».
Достоєвський тричі бував у Бад-Гомбурзі та грав у казино, він неодноразово програвав на рулетці великі суми грошей і потрапляв у безвихідні ситуації.
Під час роботи над романом автор зблизився зі своєю стенографісткою Анною Сніткіною та одружився з нею. Після весілля молоді вирушили у весільну подорож у Європу — до Баден-Бадена, де історія повторилася. Після цього випадку Достоевський дав дружині обіцянку більше не грати.
Темою роману є всевладна пристрасть до азартної гри. Прототипом героїні роману Поліни Александрівни вважають Аполлінарію (Поліну) Суслову. Болісне ставлення до головного героя роману є віддзеркаленням складних стосунків письменника з Сусловою.

## Сюжет
Олексій Іванович, 25-річний домашній учитель, разом із сім'єю літнього генерала Загорянського (падчеркою Поліною та двома малолітніми дітьми) живе у готелі на німецькому курорті Рулетенбург. Генерал чекає з Москви повідомлень про смерть хворої тітки Антоніди Василівни Тарасевичевої, від якої отримає велику спадщину, щоб одружитися з молодою француженкою мадемуазель Бланш. Родина Бланш постійно цікавиться як ідуть справи. До Олексія Івановича всі в ній ставляться зверхньо, але він терпить. Олексій дружить з англійцем Естлі, чесним і водночас заможним аристократом. Обоє закохані в Поліну, проте Олексієві бракує грошей. Він упевнений, що лише розбагатівши завоює повагу Поліни, яка ставиться до нього з погордою та не вірить, що він справді в неї закоханий.
За примхою Поліни, Олексій виконує її наказ — ображає під час прогулянки подружжя Вурмергельмів. Стається скандал, барон Вурмергельм вимагає, щоб Загорянський прогнав такого вчителя. На прохання генерала до Олексія прибуває француз, граф Де-Гріє, кажучи скоритися. Потім граф переходить до погроз і показує записку від Поліни, в якій вона також наказує скоритися. Олексій слухається.
Естлі розповідає Олексію, що мадемуазель Бланш два роки тому вже хотіла одружитися з бароном Вурмергельмом і була вислана за наказом баронеси. Повертаючись до готелю, Олексій на свій подив зустрічає Антоніду. Дізнавшись, що генерал чекає її смерті, Антоніда, хоча вона стара та в інвалідному візку, вирішила розібратися сама. Образу Олексієм барона вона розуміє як слабкість, ганьблення Росії. Вона жаліє слуг генерала, Поліну та в захваті від Естлі. Антоніда наказує Олексію везти її зіграти в рулетку та виграє багато грошей.
Генерал і французи бояться, що Антоніда програє їхню майбутню спадщину та просять Олексія віднадити її від гри. Наступного разу вона програє велику суму, після чого збирається повернутися до Росії, обіцяючи побудувати там церкву. Та невдовзі Антоніда вирішує відігратися, в результаті програвши майже всі статки.
Де-Гріє покидає місто, Бланш демонстративно ігнорує генерала. На позичену в Естлі гроші Антоніда повертається до Росії, кличучи Поліну та генеральських дітей. Поліна показує Олексію листа, з якого стає ясно, що Де-Гріє планував одружитися з нею, але тепер відмовився. Поліна підмовляє Олексія помститися Де-Гріє — той повинен привселюдно кинути графу в обличчя гроші.
Перед тим, як піти до Де-Гріє, Олексій вирішує зіграти в рулетку. Йому щастить, Олексій виграє величезну суму та відчуває тепер владу над Поліною. Не бажаючи прийняти від нього гроші задарма, Поліна проводить із ним ніч, а зранку жбурляє йому гроші в обличчя й тікає. Естлі дає прихисток Поліні та звинувачує Олексія в зарозумілості. Бланш спокушається новопридбаним багатством Олексія та забирає вчителя з собою до Парижа.
Аби мати шляхетне прізвище й титул, Бланш погоджується одружитися з генералом Загорянським. Той, почуваючись зовсім жалюгідним, погоджується. Олексій же невдовзі розтрачує гроші та вирушає до Гамбурга, покинувши Бланш у надії розбагатіти знову.

Понад півтора роки Олексій подорожує містами Німеччини, сподіваючись розбагатіти в азартних іграх. Але більше доля не посміхається йому, Олексій живе з підробітків лакеєм і навіть потрапляє до в'язниці за несплачений борг. Одного разу він зустрічає Естлі, який прибув за дорученням Поліни. Він приносить новини, що Антоніда померла, в Поліна закохана в Олексія. Проте на думку Естлі, Олексій, як і всі росіяни, не здатний протистояти згубним пристрастям, сподіваючись на щасливий випадок замість чесної праці. Олексій заперечує це і думає, що взаємне кохання з Поліною виправить його від гральної залежності.